# Wilhelm III. (Burgund)
Wilhelm III., genannt das Kind (franz.: Guillaume l'Enfant; * um 1110; † 1. März 1127 in Payerne), war ein Freigraf von Burgund und Graf von Mâcon sowie Vogt der Abtei Romainmôtier aus dem Haus Burgund-Ivrea. Er war ein Sohn des Freigrafen Wilhelm II. und der Agnes von Zähringen.
Ebenso wie schon sein Vater fiel Wilhelm in der Abteikirche von Payerne einem Attentat zum Opfer. Nach seinem Tod erhoben sowohl sein Cousin Rainald III. als auch sein Onkel mütterlicherseits, Konrad I. von Zähringen, einen Anspruch auf die Freigrafschaft.

## Weblink
- Foundation for Medieval Genealogy: Burgundy Kingdom Nobility

| Personendaten    | Personendaten                             |
| ---------------- | ----------------------------------------- |
| NAME             | Wilhelm III.                              |
| ALTERNATIVNAMEN  | Wilhelm III. das Kind; Guillaume l'Enfant |
| KURZBESCHREIBUNG | Graf von Burgund                          |
| GEBURTSDATUM     | um 1110                                   |
| STERBEDATUM      | 1. März 1127                              |
| STERBEORT        | Payerne                                   |